# Suore di San Giuseppe di Cluny

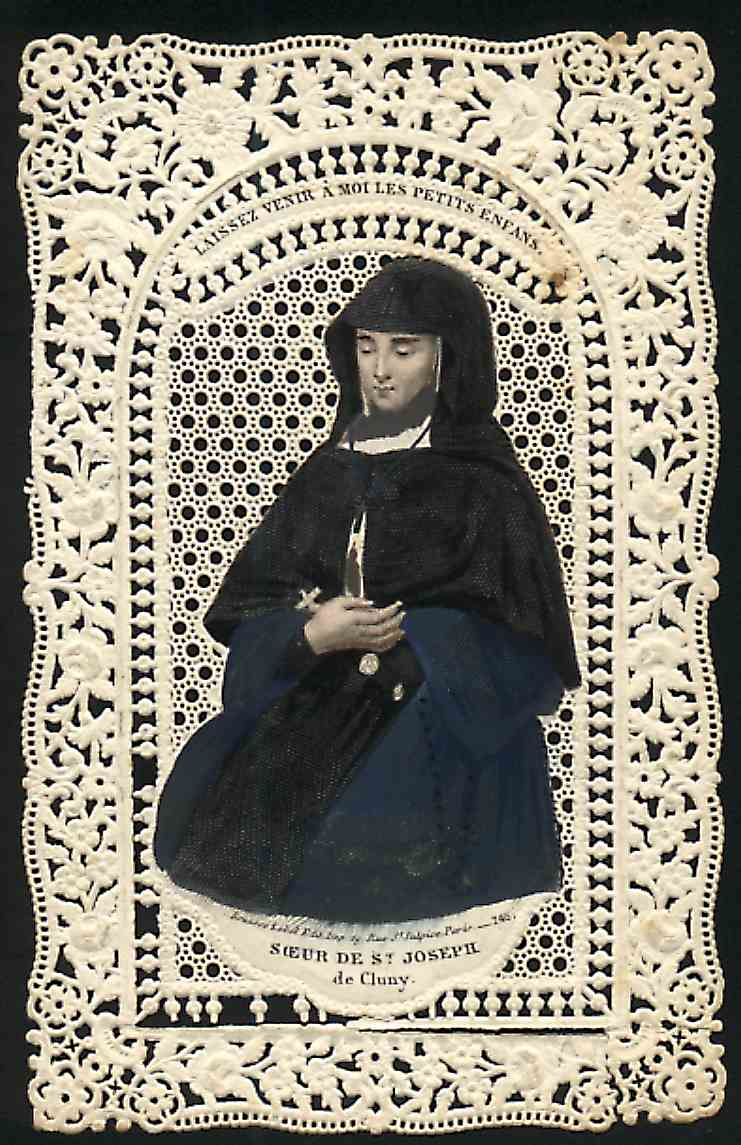
Immagine votiva di A.M. Javouhey, fondatrice della congregazione

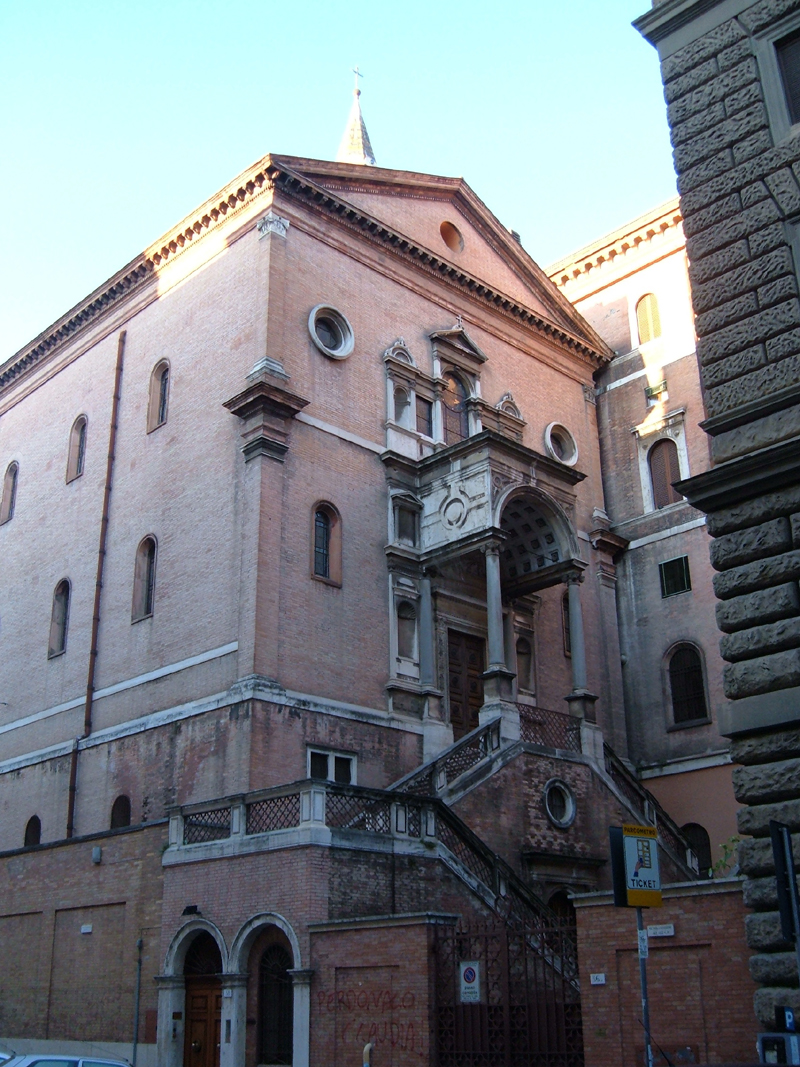
Chiesa di San Giuseppe di Cluny (Roma)

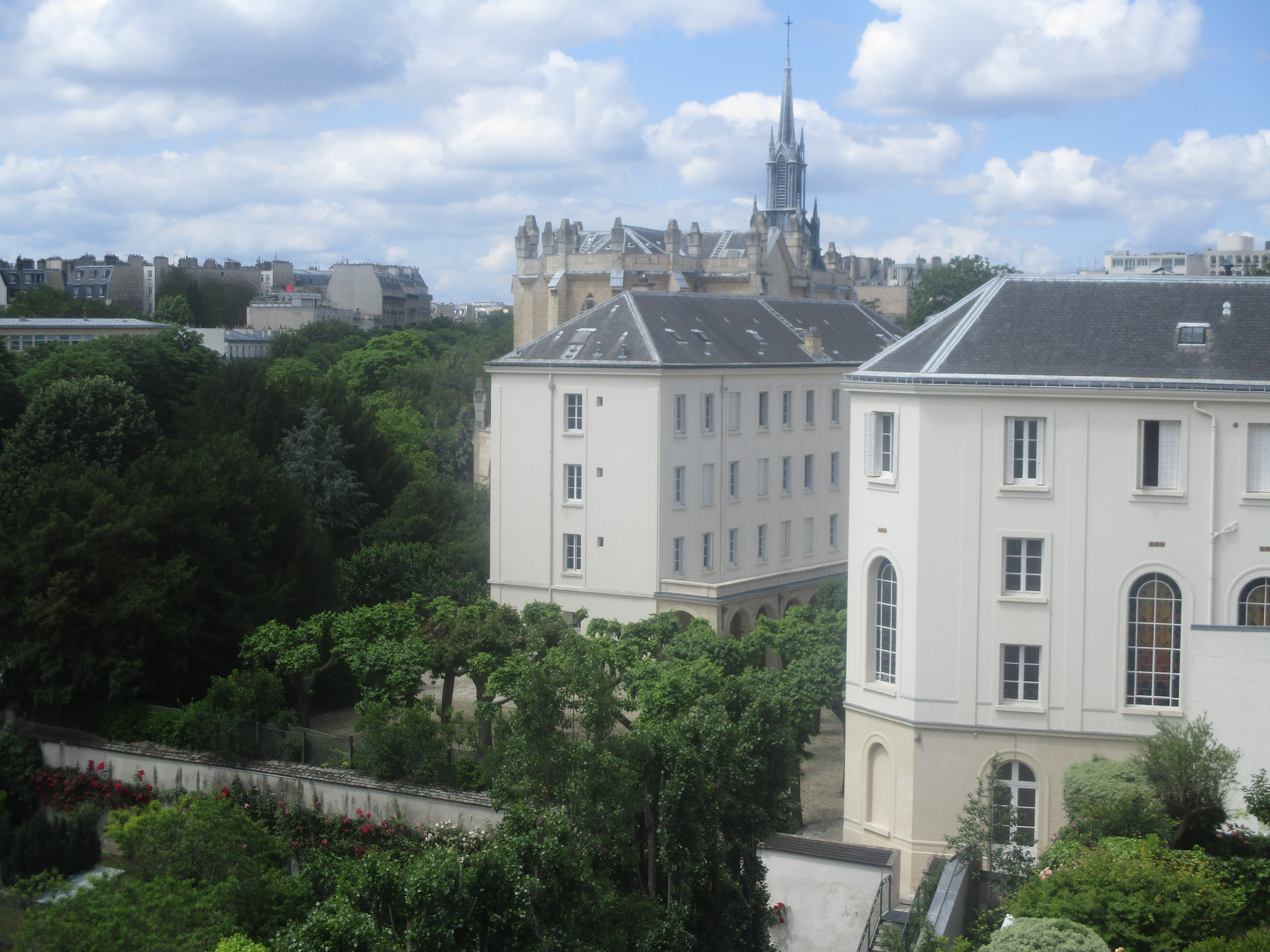
Casa madre oggi in Parigi

Le Suore di San Giuseppe di Cluny  (in francese Sœurs de Saint-Joseph de Cluny) sono un istituto religioso femminile di diritto pontificio: i membri di questa congregazione pospongono al loro nome la sigla S.J.C.

## Storia
La congregazione venne fondata da Anne-Marie Javouhey (1779-1851). Dopo una breve esperienza presso le Suore della Carità a Besançon, entrò tra le monache trappiste di Sembrancher, in Svizzera, dove conobbe con l'abate Agostino de Lestrange: insieme all'abate, decise di lasciare il chiostro e di dare inizio a una congregazione da aggregare al III ordine trappista.
Nel 1805 la Javouhey si stabilì a Chalon-sur-Saône e ottenne del vescovo di Autun, Fabien-Sébastien Imberties, il permesso di istituire la "Società di San Giuseppe" (pensò di intitolare il nascente istituto allo sposo di Maria in onore di Teresa d'Avila, che aveva posto sotto la sua invocazione il primo monastero da lei fondato): la Società, finalizzata alla cura degli orfani, all'educazione dei fanciulli e all'istruzione dei poveri, avrebbe dovuto comprendere un ramo maschile e uno femminile, ma la Javouhey riuscì a dare vita solo alla branca femminile.
La congregazione ebbe inizio a Chalon il 12 maggio 1807, quando il vescovo Imberties consegnò alla Javouhey e alle sue prime otto compagne (tra le quali tre sorelle della fondatrice) l'abito religioso (azzurro, con lo scapolare nero della tradizione trappista). Nel 1812 le suore di San Giuseppe trasferirono la casa madre nell'ex convento dei Recolletti di Cluny.
Le religiose nel 1817 si aprirono all'apostolato missionario raggiungendo, su invito del governatore dell'isola, Riunione.
Le Suore di San Giuseppe di Cluny ricevettero il pontificio decreto di lode l'8 febbraio 1854 e ottennero il riconoscimento civile del Consiglio di Stato francese il 21 giugno 1870; le costituzioni, basate sulla regola di Sant'Agostino, vennero approvate definitivamente dalla Santa Sede il 18 agosto 1899.
La fondatrice è stata beatificata da papa Pio XII il 15 ottobre 1950.

## Attività e diffusione
Le Suore di San Giuseppe di Cluny sono presenti in tutti i continenti, soprattutto nei paesi in via di sviluppo: si dedicano all'istruzione, alla catechesi, all'animazione spirituale, al servizio sociale e alla cura degli infermi.
Sono presenti nelle Americhe (Argentina, Brasile, Canada, Cuba, Dominica, Guadalupa, Guyana francese, Haiti, Martinica, Paraguay, Perù, Stati Uniti d'America, Trinidad e Tobago, Saint Lucia, Saint-Pierre e Miquelon, Saint Vincent e Grenadine), in Europa (Francia, Irlanda, Italia, Polonia, Portogallo, Regno Unito, Spagna, Svizzera), in Africa (Angola, Camerun, Repubblica del Congo, Repubblica Democratica del Congo,  Gabon, Gambia, Ghana, Guinea, Guinea-Bissau, Riunione, Madagascar, Mozambico, Nigeria, Seychelles, Senegal, Sierra Leone, Tanzania), in Asia (Filippine, India, Nepal) e in Oceania (Australia, Figi, Isole Cook, Isole Marchesi, Nuova Caledonia, Nuova Zelanda, Papua Nuova Guinea, Raiatea, Tahiti); la sede generalizia, dal 1849, è a Parigi.
Al 31 dicembre 2005, la congregazione contava 3.005 religiose in 425 case.